# ジャック・テイラー (競泳選手)
ジャック・ジョージ・ニール・テイラー (Jack George Neil Taylor、1931年1月31日 - 1955年5月30日) はアメリカの競泳選手。オリンピックメダリスト。21歳の時出場したヘルシンキオリンピックの男子100m背泳ぎにおいて3位となり銅メダルを獲得した。
オハイオ州アクロン生まれ。オハイオ州立大学のスポーツチーム・バッカイズの競泳・飛び込みチームに所属し、1950年から52年までNCAAの競技大会に出場した。その後はアメリカ海軍の航空隊に所属していたが、キューバのグァンタナモ米軍基地で航空母艦への着陸練習中に死亡した。このとき24歳であった。
オハイオ州立大学スポーツ殿堂に入っている。